# Iljuschin Il-8
Die Iljuschin Il-8 (russisch Ильюшин Ил-8) war ein auf der Iljuschin Il-2 basierendes Schlachtflugzeug mit höherer Bombenzuladung.

## Geschichte
Im Jahre 1942 forderten die Schlachtfliegerregimenter der sowjetischen Luftstreitkräfte eine leistungsfähigere Weiterentwicklung ihres bisherigen Standardtyps Iljuschin Il-2. Insbesondere die Bombenzuladung sollte erhöht werden, um auch stark gepanzerte Ziele wie Bunker effektiver bekämpfen zu können. Der Triebwerkskonstrukteur Mikulin bot zeitgleich das wesentlich leistungsstärkere Triebwerk AM-42 an. Iljuschin überarbeitete seine erfolgreiche Konstruktion Iljuschin Il-2 für den Einbau dieses Triebwerks. Das Flugzeug wurde als Il-AM-42 und später auch als Il-8 Nr. 1 bezeichnet. Die Bombenzuladung des im Mittelflügel angeordneten inneren Bombenraums und an den beiden Außenlastaufhängungen konnte gegenüber dem Ausgangsmuster Iljuschin Il-2 von 600 kg auf insgesamt 1000 kg gesteigert werden. Die Abwehrbewaffnung bestand aus einem 12,7-mm-MG im Heckstand. Für den Serienbau waren zwei 23-mm-Maschinenkanonen WJa sowie zwei 7,62-mm-MG vorgesehen. Der Prototyp absolvierte am 10. Mai 1943 unter Wladimir Konstantinowitsch Kokkinaki seinen Erstflug. Dabei wurden mit einer Abflugmasse von 7250 kg in einer Flughöhe von 2240 m eine Höchstgeschwindigkeit von 470 km/h erflogen.
Der zweite Prototyp wich stark vom ersten ab. Die Bewaffnung wurde auf modernere 23-mm-Maschinenkanonen NS-23 und für den Schützenstand auf die MK B-20 geändert. Wichtiger waren aber die Änderungen an der Flugzeugzelle. Die Tragflächen hatten eine neue Geometrie erhalten und das Höhenleitwerk war kleiner und auch konstruktiv anders ausgelegt. Die Triebwerksverkleidung war aerodynamisch wesentlich günstiger geformt und ähnelte jener der Iljuschin Il-10, von deren paralleler Konstruktion als Ganzmetallflugzeug auch das neue Einziehfahrwerk zum Einsatz kam. Statt einer Dreiblatt- fand eine Vierblatt-Luftschraube Verwendung. Der Erstflug der Il-8 Nr. 2 erfolgte am 13. Oktober 1944 wiederum durch Wladimir Konstantinowitsch Kokkinaki. Trotz besserer Flugleistungen als beim ersten Prototyp wurde auf den Serienbau verzichtet, da die sich inzwischen in der Erprobung befindliche Il-10 bessere Flugleistungen erzielte. Die sich deutlich verbessernde Kriegslage erlaubte es nun auch, leichtere und witterungsbeständigere Metallkonstruktionen zu verwenden und von der schwereren und somit leistungsmindernden Metall-Holz-Gemischtbauweise der Il-8 abzukommen.

## Technische Daten der Il-8 (Daten von der Nr. 2)
| Kenngröße              | Daten                                      |
| ---------------------- | ------------------------------------------ |
| Exemplare              | 2 voneinander stark abweichende Prototypen |
| Besatzung              | 2                                          |
| Spannweite             | 14,60 m                                    |
| Länge                  | 12,93 m                                    |
| Flügelfläche           | 39,0 m²                                    |
| Flügelstreckung        | 5,5                                        |
| Leermasse              | 5110 kg                                    |
| Abflugmasse            | 7830 kg                                    |
| Bombenzuladung         | 1000 kg                                    |
| Triebwerk              | Mikulin AM-42 mit 1.470 kW (ca. 2.000 PS)  |
| Höchstgeschwindigkeit  | 509 km/h in 2800 m                         |
| Mindestgeschwindigkeit | 132 km/h                                   |
| Steigzeit auf 1000 m   | 2,36 min                                   |
| Gipfelhöhe             | 6900 m                                     |
| Reichweite             | 1140 km                                    |